# Xã Cleary, Quận Burke, Bắc Dakota
Xã Cleary (tiếng Anh: Cleary Township) là một xã thuộc quận Burke, tiểu bang Bắc Dakota, Hoa Kỳ. Năm 2010, dân số của xã này là 37 người.